# Moyotepec
Moyotepec es un poblado del Municipio de Ayala, Morelos, México, tiene una población de 3,949 habitantes según el conteo del 2020 de INEGI.

## Localidad
El pueblo de Moyotepec está situado a 5.5 kilómetros de San Pedro Apatlaco (Coahuixtla), que es la localidad más poblada del municipio, en dirección norte. Además, se encuentra a 9.0 kilómetros de Ciudad Ayala, que es la capital del municipio, en dirección Noroeste. Hay 3,949 habitantes. Moyotepec esta a 2,264 metros de altitud.
En la localidad hay 1,915 hombres y 2,034, el índice de fecundidad es de 2.47. Del total de la población, el 20.36% viene fuera del Estado de Morelos. El 4.76% de la población es analfabeta (el 1.85% de los hombres y el 2.91 de las mujeres). El grado de escolaridad es del 8.49 (8.54 en hombres y 8.45 en mujeres).
El 2.10% de la población es indígena, y el 0.79 de los habitantes habla una lengua indígena. El 0.00% de la población habla una lengua indígena y no habla español.
El 48.39% de la población mayor de 12 años esta ocupada laboral mente (el 58.90% de los hombres y el 38.50%  de las mujeres).

## Estructura económica
En Moyotepec hay un total de 1,114 hogares.
De estos 1,114 hogares, el 99.46% de los hogares tienen acceso a la luz eléctrica,  el 97.85% tiene agua entubada, el 98.38% tiene instalaciones sanitarias, el 91.11% tiene televisión, el 89.95% tiene refrigerador, el 67.95% tiene lavadora, el 35.19% tiene automóvil, el 27.38% tiene computadora, laptop o tableta, el 34.74% tiene teléfono fijo, el 89.41% tiene teléfono celular y el 39.14% tiene Internet.

## Localización de Moyotepec
Moyotepec se localiza en el Municipio de Ayala de Morelos y se encuentran en las coordenadas GPS.
Longitud (dec): -98.995278
Latitud (dec): 18.717500
La localidad se encuentra a una mediana altura de 1,140 metros sobre el nivel del mar.